# Rue du Petit-Moine
La rue du Petit-Moine est une voie située dans le quartier du Jardin-des-Plantes dans le 5e arrondissement de Paris.

## Situation et accès
La rue du Petit-Moine est desservie par la ligne 7 à la station Les Gobelins.

## Origine du nom
Elle doit son nom à l'enseigne d’un ancien commerce qui s'y trouvait.

## Historique
Cette ancienne rue, qui joignait la rue Scipion à la rue Mouffetard (dont la portion actuelle correspond à l'avenue des Gobelins), apparaît sous cette appellation de « rue du Petit-Moine » sur les plans de 1540 bien qu'elle soit parfois mentionnée sous le nom de « rue Neuve » sur certains plans anciens.
elle est citée sous le nom de « rue du Petit moyne » dans un manuscrit de 1636.
La rue subit ensuite de nombreuses modifications et tracés avec notamment le changement de désignation en 1858 de la plus grande portion de 150 m située entre la rue de la Collégiale et la rue Scipion, devenue la rue Vésale.

## Bâtiments remarquables et lieux de mémoire
La rue débouche sur l'arrière de l'hôpital de jour de la Collégiale.